# Jerez Fútbol Sala
El Jerez Fútbol Sala, más conocido como Caja San Fernando Jerez, fue un club de fútbol sala con sede en Jerez de la Frontera, Andalucía. Fue uno de los clubes de fútbol sala más importantes de Andalucía. Desapareció en el año 2002.

## Historia
El Jerez Fútbol Sala fue fundado en 1978. El equipo jugó diez temporadas consecutivas en la División de Honor.
Durante la década de los 90, Jerez contó con el único equipo andaluz en División de Honor de fútbol sala, el Garvey Jerez (después llamado Caja San Fernando). Llegó a clasificarse para los play-off en una ocasión y fue premiado con el trofeo a la deportividad de la Liga. Por sus filas pasaron destacados jugadores como Manolo Oliva (portero de la selección de fútbol sala de España) y Nilo.
Durante sus dos últimas temporadas, 2000-01 y 2001-02, el equipo se vio obligado a jugar en una ciudad cercana, San Fernando, debido a que su pabellón habitual no cumplía con la aprobación del parqué y las obras en el Complejo Deportivo de Chapín. En ese contexto, su descenso a División de plata, forzó su desaparición.

## Pabellón

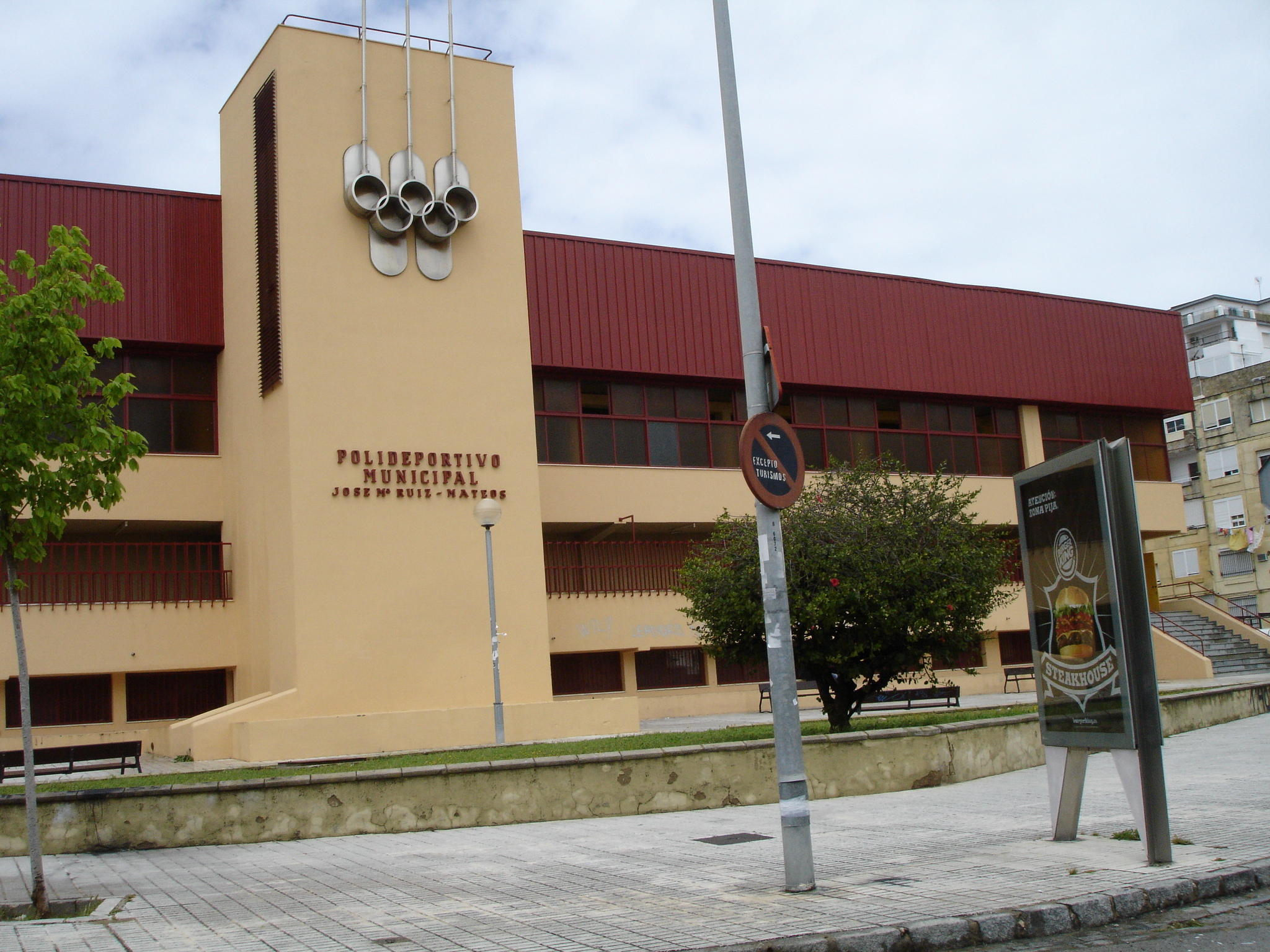
Pabellón del club.

El Jerez Fútbol Sala jugaba en el pabellón José Mª Ruíz Mateos con una capacidad para 1.220 personas.

## Temporada a temporada
| Temporada | División       | Puesto |
| --------- | -------------- | ------ |
| 1989-90   | D. Honor       | 6.º    |
| 1990-91   | 1.ª Nacional A | 1.º    |
| 1991-92   | D. Honor       | 10.º   |
| 1992-93   | D. Honor       | 7.º    |
| 1993-94   | D. Honor       | 8.º    |
| 1994-95   | D. Honor       | 7.º    |
| 1995-96   | D. Honor       | 13.º   |

| Temporada | División | Puesto |
| --------- | -------- | ------ |
| 1996-97   | D. Honor | 10.º   |
| 1997-98   | D. Honor | 6.º    |
| 1998-99   | D. Honor | 12.º   |
| 1999-00   | D. Honor | 15.º   |
| 2000-01   | D. Honor | 17.º   |
| 2001-02   | D. Plata | 14.º   |

Resumen
- 11 temporadas en División de Honor.
- 2 temporadas en División de Plata.